# Camoensia
Camoensia es un género de plantas fanerógamas de la familia Fabaceae. Comprende 4 especies descritas y de estas, solo 2 aceptadas.

## Taxonomía
El género fue descrito por Welw. ex Benth. & Hook.f. y publicado en Genera Plantarum 1: 557. 1865. La especie tipo es: Dicrocaulon pearsonii N.E. Br.

## Especies aceptadas
A continuación se brinda un listado de las especies del género Camoensia aceptadas hasta julio de 2014, ordenadas alfabéticamente. Para cada una se indica el nombre binomial seguido del autor, abreviado según las convenciones y usos.
- Camoensia brevicalyx Benth.
- Camoensia scandens (Welw.) J.B.Gillett